# Cicer floribundum
Cicer floribundum là một loài thực vật có hoa trong họ Đậu. Loài này được Fenzl miêu tả khoa học đầu tiên.